# Hautevesnes
Hautevesnes ist eine französische Gemeinde mit 162 Einwohnern (Stand: 1. Januar 2022) im Département Aisne in der Region Hauts-de-France (frühere Region: Picardie). Sie gehört zum Arrondissement Château-Thierry und zum Kanton Villers-Cotterêts.

## Geographie
Die Gemeinde wird im Westen vom Bach Ru de Saint-Gengoulph begrenzt und reicht im Süden bis zum Clignon, einem linken Zufluss des Ourcq. Nachbargemeinden von Hautevesnes sind Priez, Courchamps und Licy-Clignon im Osten, Bussiares und Veuilly-la-Poterie im Süden sowie Saint-Gengoulph im Westen.

## Bevölkerungsentwicklung
| Jahr                       | 1962 | 1968 | 1975 | 1982 | 1990 | 1999 | 2006 | 2014 | 2022 |
| Einwohner                  | 125  | 119  | 94   | 105  | 102  | 146  | 124  | 169  | 162  |
| Quellen: Cassini und INSEE |      |      |      |      |      |      |      |      |      |

## Sehenswürdigkeiten
- Kirche Saint-Remi: Der Neubau der im Ersten Weltkrieg zerstörten Kirche bezieht die erhaltene Apsis ein. Diese ist seit 1921 als Monument historique klassifiziert (Base Mérimée PA00115701).

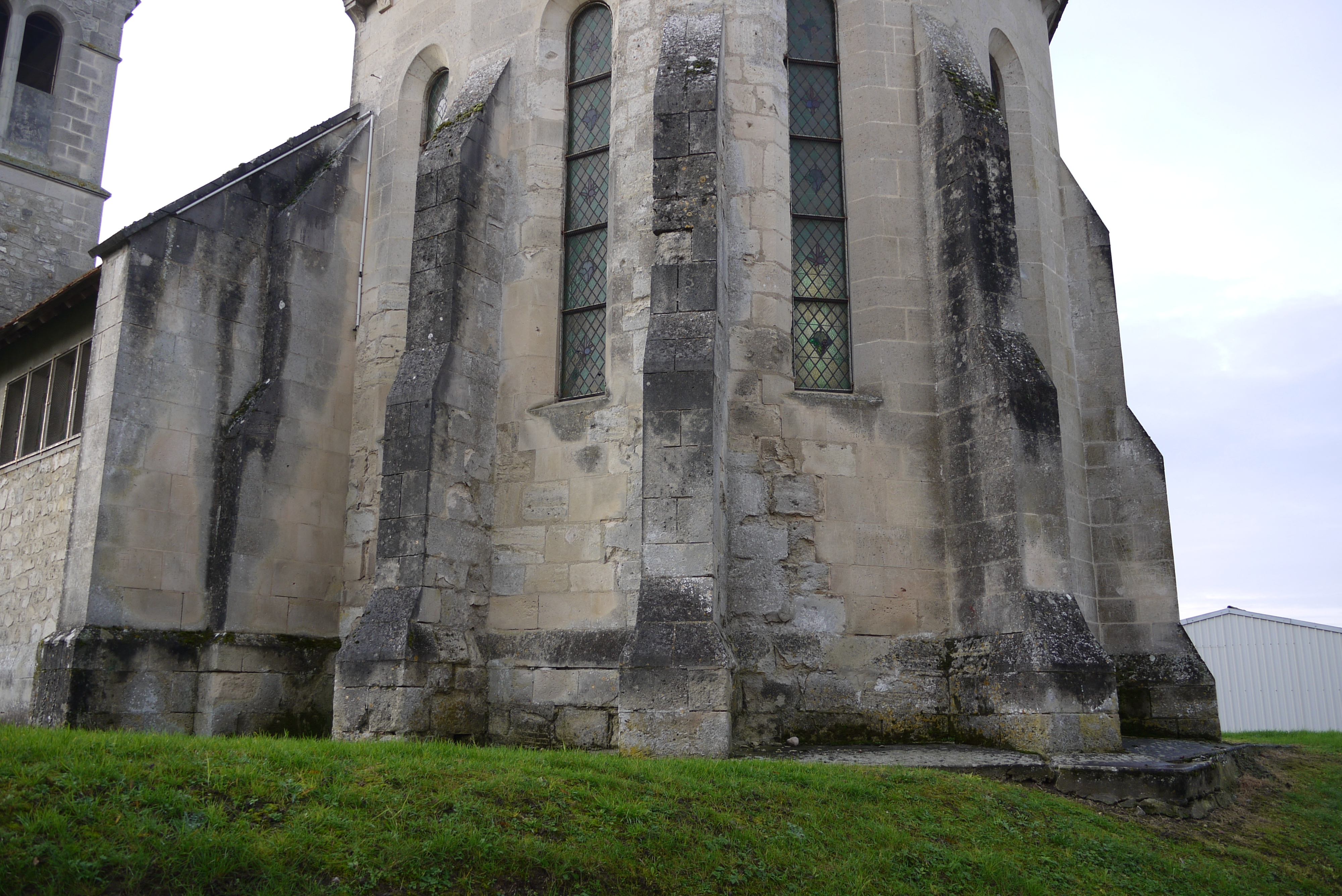
Apsis der im Ersten Weltkrieg zerstörten Kirche
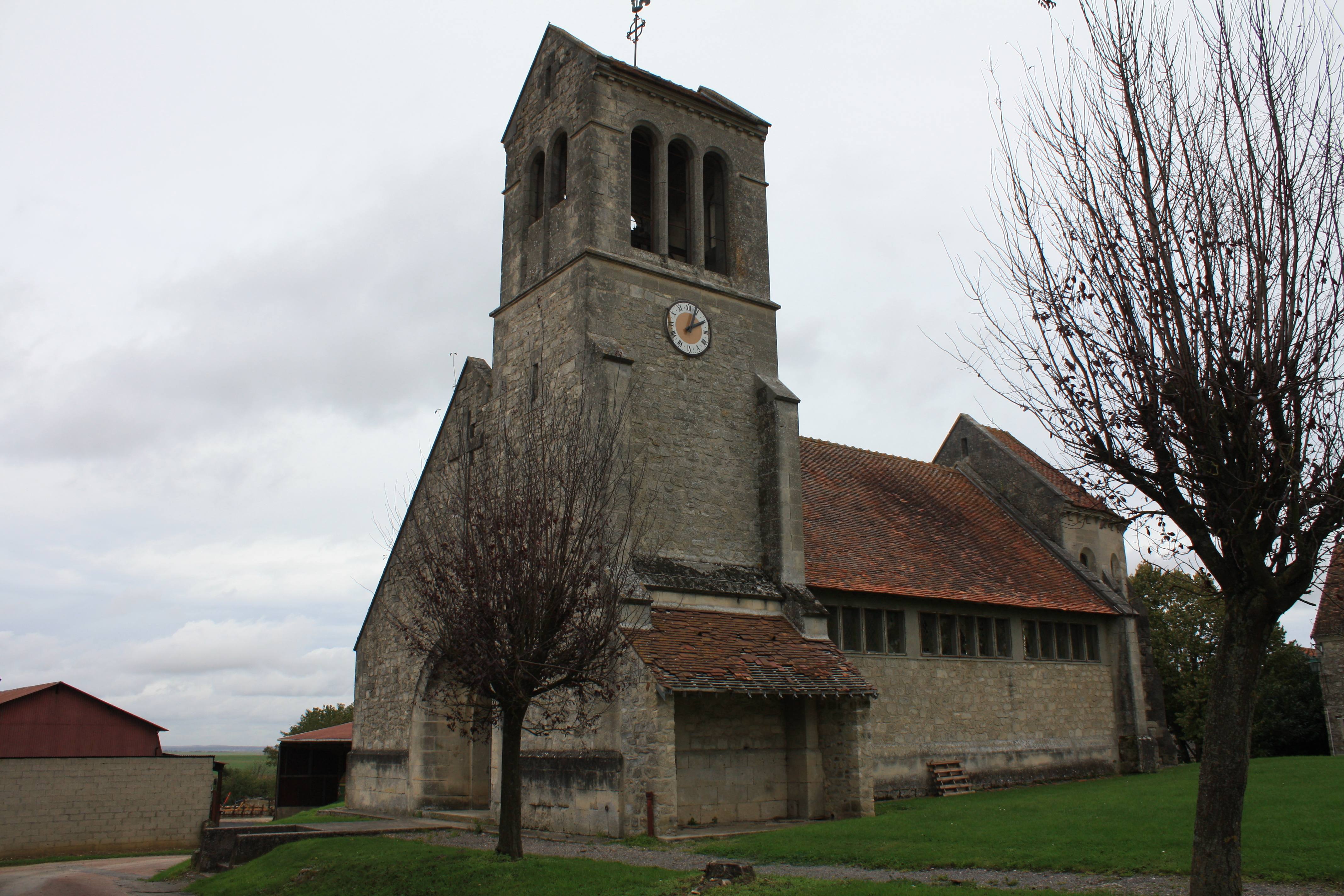
Moderne Kirche

## Wirtschaft und Infrastruktur
Im Osten der Gemeinde stehen sechs Windkraftanlagen als Teil eines interkommunalen Windparks. 